# Gielsdorf (Alfter)

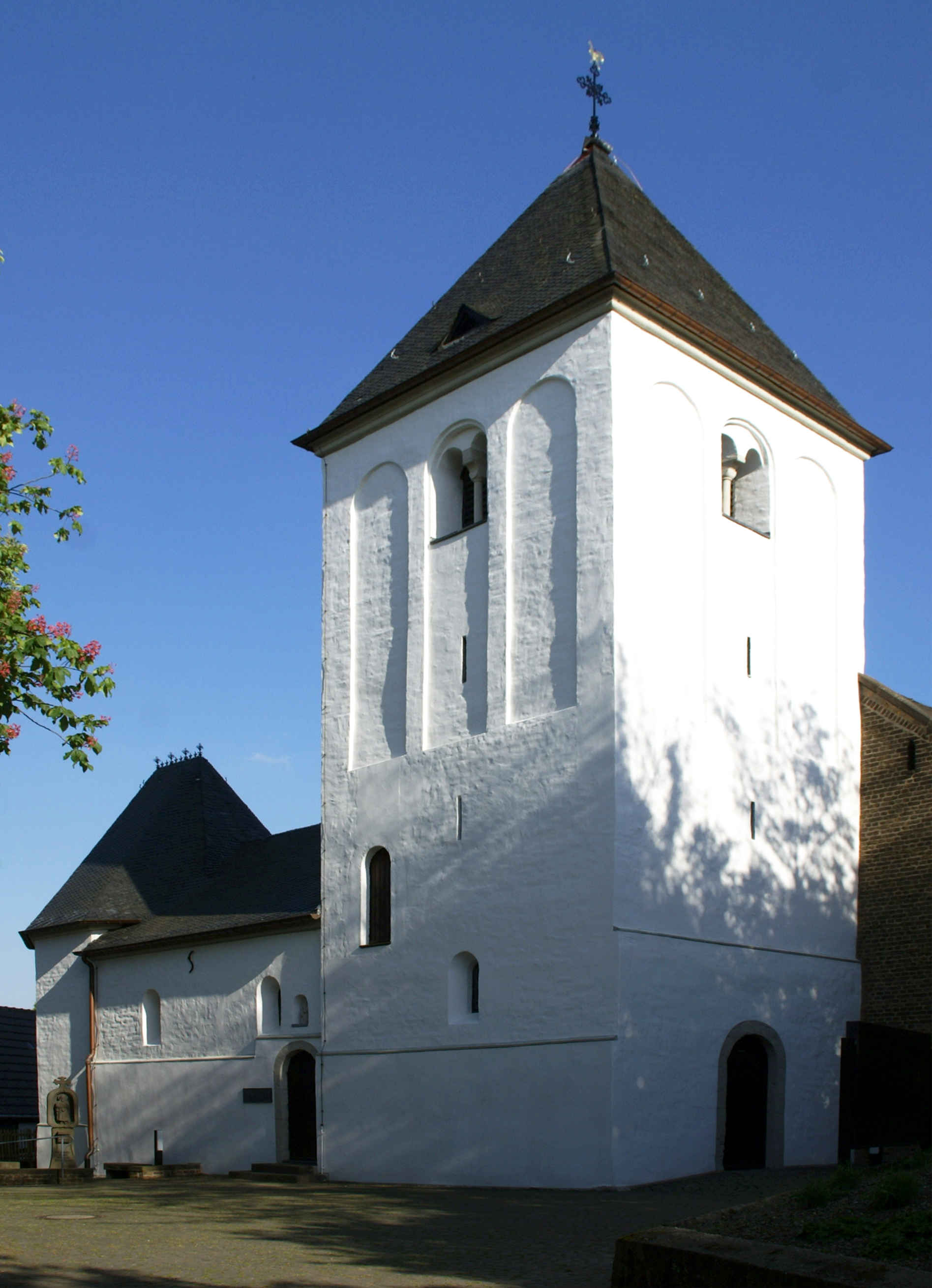
Pfarrkirche St. Jakobus

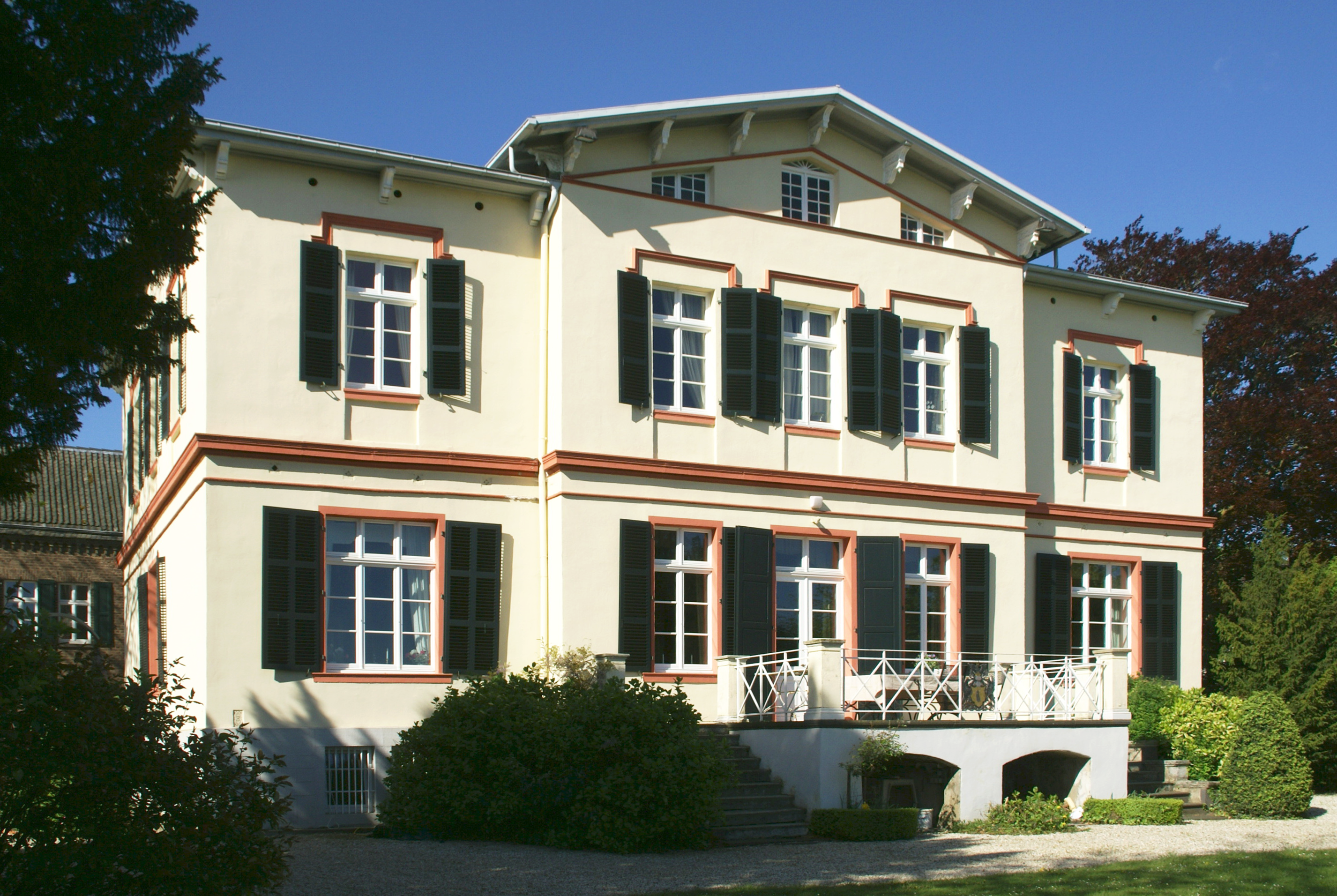
Haus Gielsdorf

Gielsdorf ist eine Ortschaft der Gemeinde Alfter im Rhein-Sieg-Kreis in Nordrhein-Westfalen. Bis 1969 war Gielsdorf eine eigenständige Gemeinde des Amtes Duisdorf im damaligen Landkreis Bonn.
Ortsvorsteherin ist Elke Thomer (CDU).

## Geographie
Gielsdorf liegt etwa einen Kilometer südöstlich des Ortszentrums von Alfter (Ort) am Hang des Vorgebirges. Im Süden ist Gielsdorf mit Oedekoven zusammengewachsen. Die ehemalige Gemeinde Gielsdorf besaß eine Fläche von 4,10 km².

## Geschichte
Seit dem 19. Jahrhundert war Gielsdorf eine Landgemeinde in der Bürgermeisterei Oedekoven (ab 1928 Amt Oedekoven, ab 1937 Amt Duisdorf) im Landkreis Bonn. Am 1. August 1969 wurde die Gemeinde durch das Bonn-Gesetz in die Gemeinde Alfter eingegliedert.

## Einwohnerentwicklung
| Jahr | Einwohner | Quelle |
| ---- | --------- | ------ |
| 1843 | 380       | [ 3 ]  |
| 1871 | 397       | [ 4 ]  |
| 1885 | 368       | [ 5 ]  |
| 1910 | 440       | [ 6 ]  |
| 1925 | 524       | [ 2 ]  |

| Jahr | Einwohner | Quelle |
| ---- | --------- | ------ |
| 1939 | 629       | [ 7 ]  |
| 1946 | 758       | [ 8 ]  |
| 1967 | 958       | [ 3 ]  |
| 2016 | 1966      |        |
| 2019 | 1903      | [ 1 ]  |

## Baudenkmäler
In Gielsdorf stehen die folgenden Gebäude unter Denkmalschutz:
- die Pfarrkirche St. Jakobus mitsamt ihrem Pfarrhaus
- der alte Wasserturm
- Haus Gielsdorf in der Blechgasse 1
- der ehemalige Zehnthof in der Blechgasse 3
- der ehemalige Statthalterhof in der Kirchgasse 66
- die Winzergehöfte Kirchgasse 81, Kirchgasse 86 und Prinzgasse 1
- das Annastift in der Blechgasse 4
- das alte Schulgebäude in der Brunnenstraße 44 sowie
- die Fachwerkhäuser Am Junker 3, Am Junker 5, Kirchgasse 51, Kirchgasse 52, Kirchgasse 60, Kirchgasse 84, Kirchgasse 94, Prinzgasse 2, Prinzgasse 3, Prinzgasse 4 und Prinzgasse 10